# Lingue yumane
Le lingue yumane formano una famiglia linguistica all'interno delle lingue native americane, a volte la famiglia viene denominata lingue cochimí-yumane.
Le lingue che formano la famiglia sono parlate negli stati del Sud-Ovest degli Stati Uniti ed in Messico, nella Penisola di Bassa California.

Le lingue yumane sono incluse nell'ipotesi della superfamiglia delle lingue hokane, dovuta al linguista Edward Sapir, tale ipotesi non è però approvata dalla larga maggioranza del mondo accademico che ritiene l'esistenza di tale superfamiglia non suffragata da prove e quindi, continuano a considerare le lingue yumane (come gli altri gruppi inclusi da Sapir nella superfamiglia), come una famiglia a sé stante.

## Classificazioni delle lingue yumane

### Classificazione secondo Ethnologue.com[1]
Tra parentesi quadra il codice linguistico internazionale, tra parentesi tonda, nel caso di una lingua, gli stati in cui è o era parlata, nel caso di un gruppo, il numero di lingue che lo formano.
- Lingua cochimí (†) [coj] (Messico)
- Lingua kiliwa [klb] (Messico)
- Lingue Delta-California (2)
  - Lingua cocopah [coc] (Messico)
  - Lingua kumeyaay [dih] (Messico)
- Lingue pai (2)
  - Lingua havasupai-walapai-yavapai [yuf] (USA)
  - Lingua paipai o 'akwa'ala' [ppi] (Messico)
- Lingue Yumane River (3)
  - Lingue nohave (3)
    - Maricopa o 'Halchidhoma' [mrc] (USA)
    - Mojave o 'Mohave' [mov] (USA)
    - Lingua quechan o 'Yuma' [yum] (USA)

(†) = Lingua estinta.